# Gangsterii (Star Trek: Seria originală)
Gangsterii (A Piece of the Action) este un episod din sezonul al II-lea al Star Trek: Seria originală care a avut premiera la 12 ianuarie 1968.

## Prezentare
Nava Enterprise vizitează o planetă cu o cultură violentă, bazată pe era mafiotă a Pământului din anii 1920.